# グリュイエールチーズ
グリュイエールチーズ（Gruyère）はスイス・グリュイエール 地方原産のチーズの一種。チーズフォンデュやラクレットによく使われる他、フランス料理ではエメンタールチーズと並びグラタンやキッシュ、クロックムッシュ、オニオングラタンスープなど主に調理用によく用いられる。
牛の生乳を熱して原料とし、黄色からオレンジ色の外皮に包まれた、やや舌に結晶を感じる密に詰まったチーズで、塊の大きさは直径55cm～65cm、高さ9.5cm～12cm、重さは25kg～40kgである。内部に穴は空いていない。
フランス語では伝統的に硬質チーズをグリュイエールと呼び習わしていたが、2001年にはスイス、2007年にはフランスでAOCの指定を受け、無腔質のグリュイエールの呼び名はスイス産のものに限られている。
2012年末には欧州連合の決定によりフランス産のグリュイエールチーズにも産地特定表示が認められたが、条件として「サクランボ大の穴が空いた有腔質」と明記され、この点で無腔質のスイス産グリュイエールチーズとは区別される。
ギリシャでは、グラヴィエーラ（γραβιέρα）と呼ばれるグリュイエール風のチーズが生産されている。

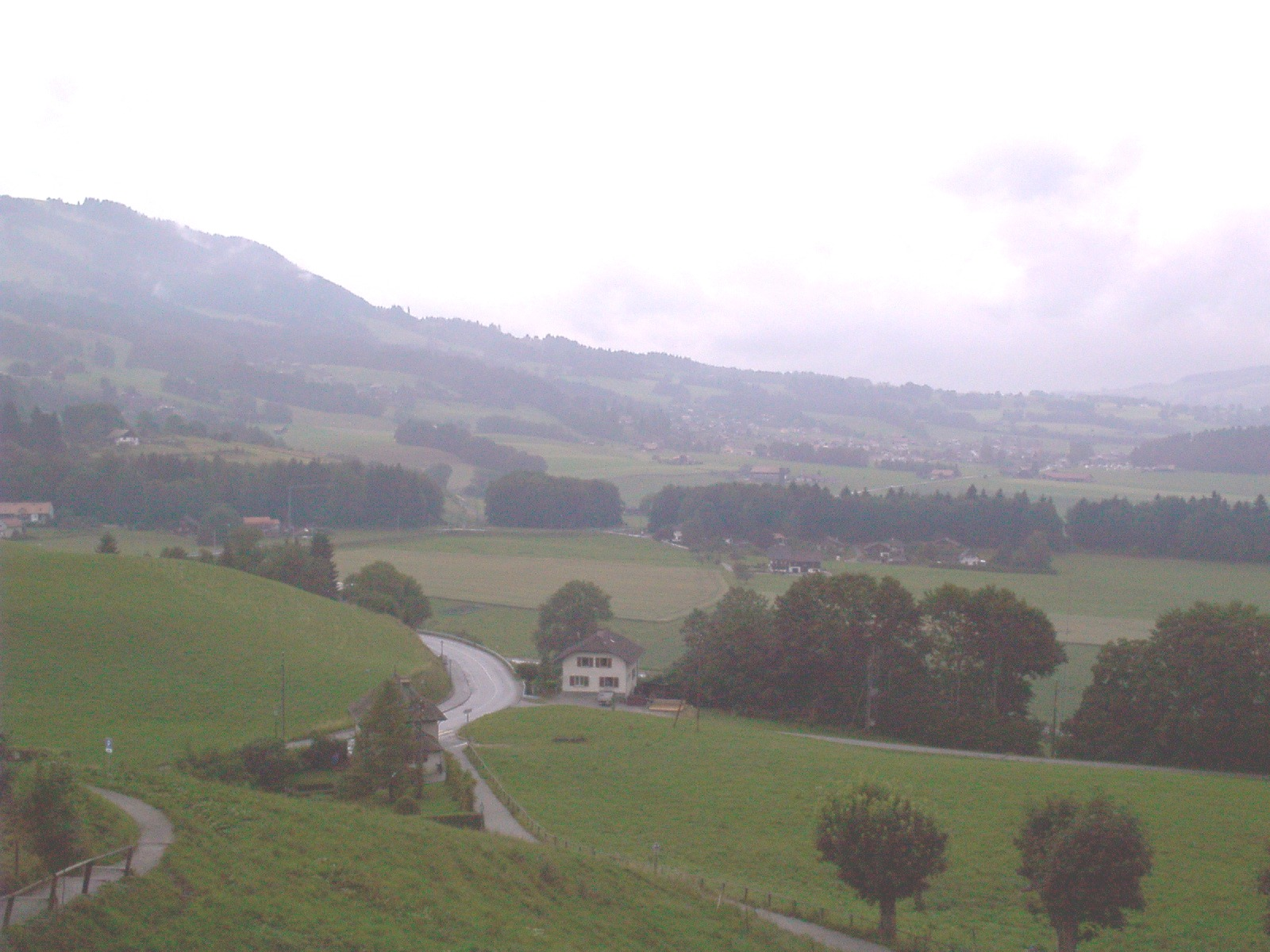
グリュイエール
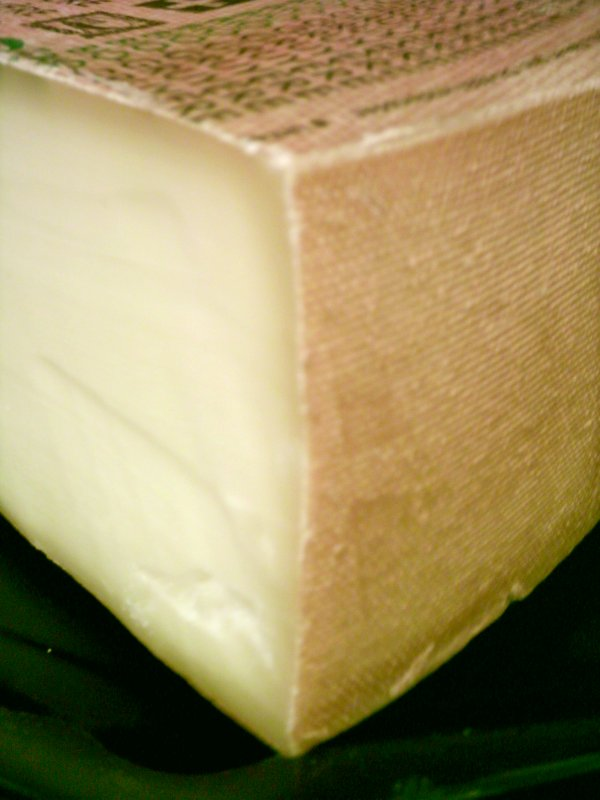
グリュイエールチーズ
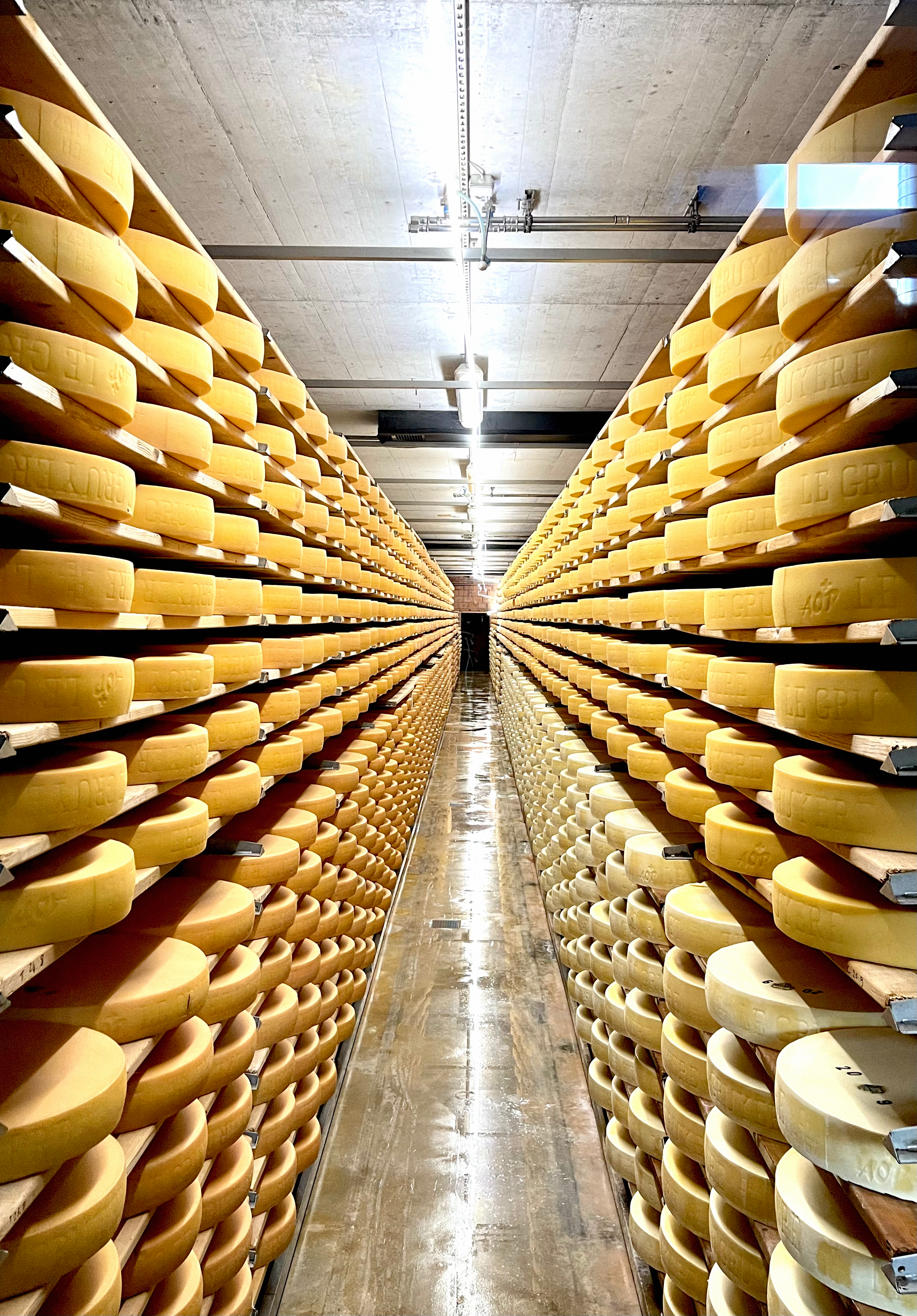